# Raúl Asencio
Raúl Asencio del Rosario (Las Palmas de Gran Canaria, 13 de fevereiro de 2003) é um futebolista espanhol que atua como zagueiro. Joga no Real Madrid.

## Carreira
Após passar por Veteranos del Pilar e Las Palmas, Asencio chegou ao Real Madrid aos 13 anos de idade. Passou por todas as categorias de base dos Merengues até 2022, quando se profissionalizou no RSC Internacional, equipe afiliada ao Real Madrid que disputava a Tercera Federación, tendo atuado em 33 jogos.
Voltou ao Real Madrid em 2023, sendo promovido ao Castilla, sendo considerado um dos atletas mais importantes do elenco. Em 9 de novembro de 2024, fez sua estreia na equipe principal na partida contra o Osasuna, entrando no lugar do lesionado Éder Militão e dando uma assistência para o segundo dos quatro gols Merengues, marcado por Jude Bellingham, e 15 dias depois, atuou pela primeira vez como titular na vitória por 3 a 0 sobre o Leganés.
Enfrentando uma crise de lesões na parte defensiva, o técnico Carlo Ancelotti relacionaria o zagueiro para 2 jogos da Liga dos Campeões da UEFA (atuou os 90 minutos contra o Liverpool e saiu do banco de reservas frente à Atalanta) e para outros quatro jogos de La Liga (foi titular contra Getafe e Athletic Bilbao, jogou 9 minutos contra o Girona e não foi usado no empate por 3 a 3 com o Rayo Vallecano).
Foi um dos quatro atletas do Castilla relacionados por Ancelotti para a Copa Intercontinental da FIFA de 2024, juntamente com o goleiro Fran González e os laterais Lorenzo Aguado e Yusi, substituindo Lucas Vázquez aos 43 minutos do segundo tempo na vitória por 3 a 0 sobre o Pachuca.

## Estilo de jogo
Atuando principalmente como zagueiro, é descrito como um jogador "decisivo com a bola" e com "bom condicionamento físico".

## Vida pessoal
Desde setembro de 2023, o zagueiro é investigado por ter supostamente vazado um vídeo em que aparece com uma garota menor de idade, juntamente com outros 3 jogadores da base do Real Madrid. O caso ocorreu em Mogán, na província de Las Palmas, e várias fontes afirmaram que Asencio não estava mais no local do incidente.

## Estatísticas na carreira
Atualizado até junho de 22 de junho de 2025.
| Clube                | Temporada         | League             | League | League | Copa do Rey | Copa do Rey | Europa | Europa | Outros | Outros | Total | Total |
| Clube                | Temporada         | Divisão            | Jogos  | Gols   | Jogos       | Gols        | Jogos  | Gols   | Jogos  | Gols   | Jogos | Gols  |
| -------------------- | ----------------- | ------------------ | ------ | ------ | ----------- | ----------- | ------ | ------ | ------ | ------ | ----- | ----- |
| RSC Internacional    | 2022–23           | Tercera Federación | 29     | 0      | —           | —           | —      | —      | 4      | 0      | 33    | 0     |
| Real Madrid Castilla | 2023–24           | Primera Federación | 34     | 0      | —           | —           | —      | —      | —      | —      | 34    | 0     |
| Real Madrid Castilla | 2024–25           | Primera Federación | 11     | 0      | —           | —           | —      | —      | —      | —      | 11    | 0     |
| Real Madrid Castilla | Total             | Total              | 45     | 0      | —           | —           | —      | —      | —      | —      | 45    | 0     |
| Real Madrid          | 2024–25           | La Liga            | 23     | 0      | 6           | 0           | 10     | 0      | 5      | 0      | 44    | 0     |
| Total na carreira    | Total na carreira | Total na carreira  | 97     | 0      | 6           | 0           | 10     | 0      | 9      | 0      | 122   | 0     |

1. Partidas nos play-offs da Tercera Federación
2. Partidas na UEFA Champions League
3. Duas partidas pela Supercopa da Espanha, uma partida no Copa Intercontinental da FIFA, duas partidas no Mundial de Clubes da FIFA

## Títulos
Real Madrid
- Copa Intercontinental da FIFA: 2024